# Waimaha

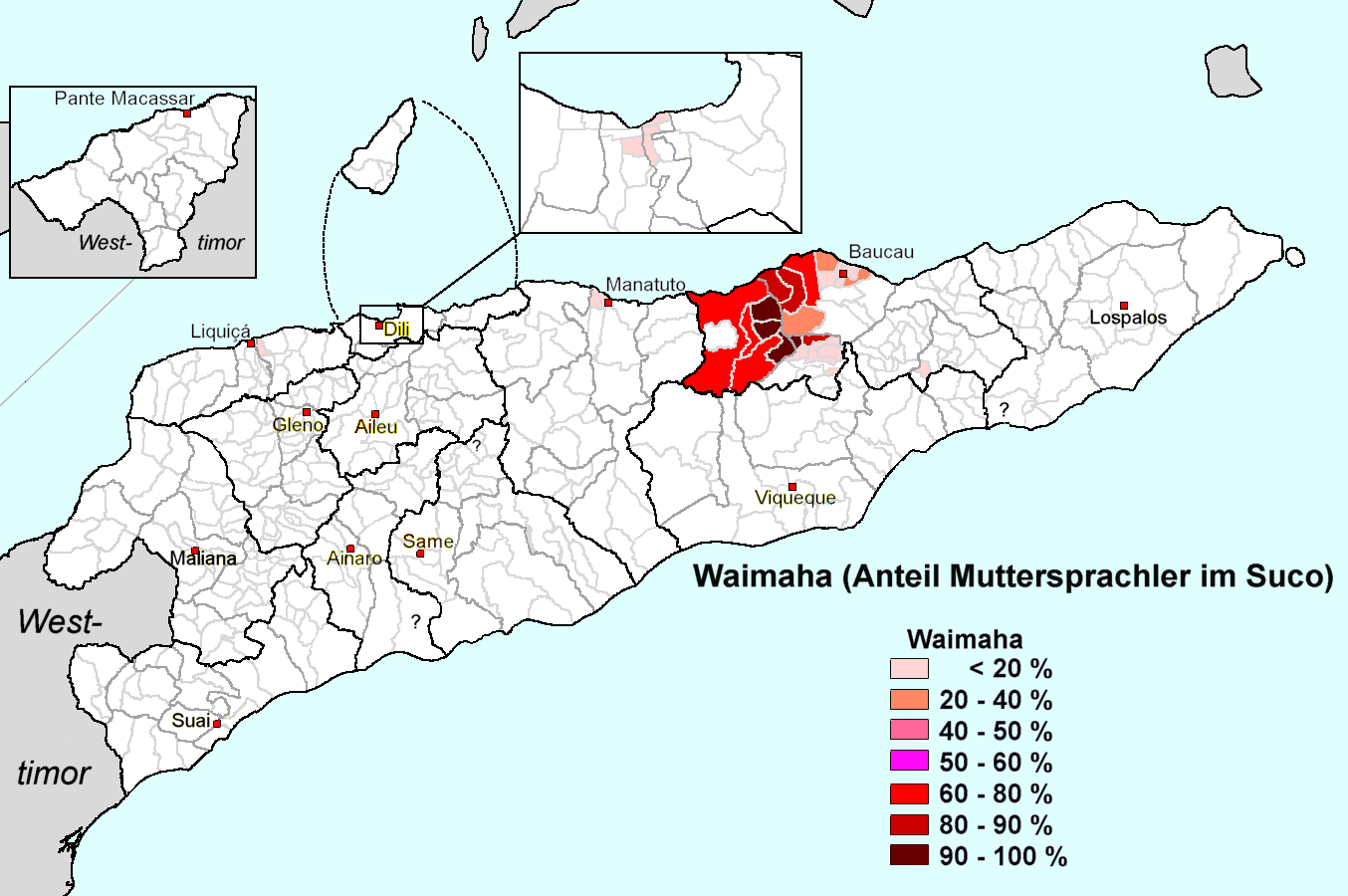
Anteil von Waimaha-Muttersprachlern in den Sucos Osttimors.

Die Waimaha  (Waima'a in der eigenen Sprache, Waimoa für andere Timoresen, weitere Schreibformen: Uai Ma'a, Waimoa, Uaimo'a, Uaimua) sind eine Ethnie aus Osttimor. Sie leben traditionell im Westen der Gemeinde Baucau. 2015 zählte man in Osttimor 21.227 Personen, die Waimaha als ihre Muttersprache bezeichneten, wobei man die beiden Dialekte Küsten-Waimaha und Berg-Waimaha unterscheidet. Die Sprache wird manchmal auch als Dialekt mit anderen zur Sprachgruppe Kawaimina zusammengefasst. Die Eigenbezeichnung Waima'a leitet sich von den Wörtern wai für „Wasser“ und ma'a für „leer“ ab. Das Sprachgebiet gehört zu den trockensten Regionen Timors.

## Kultur

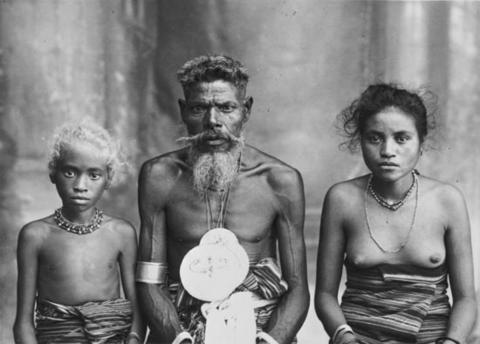
Waimaha aus Vemasse (um 1940)

Die Waimaha-Sprecher heirateten traditionell innerhalb ihrer patrilinealen Clans (Endogamie), die jeweils mit einem bestimmten Totemhaus (umo-baha) verbunden waren. Die Totemhäuser kann man an den auf ihnen angebrachten Büffelhörnern erkennen. Die Hochzeit von Cousins wird aber durch den Einfluss der katholischen Kirche, der inzwischen die meisten Einwohner Osttimors angehören, fast nicht mehr praktiziert. Man heiratet nun zumeist Partner von außerhalb des Clans. Animistische Traditionen haben sich aber dennoch im Alltagsleben gehalten. So ist noch immer ein hoher Brautpreis (weli) zu zahlen. Dies kann für die Familie des Bräutigams die Zahlung eines Mehrfachen des durchschnittlichen Jahresgehalts bedeuten.
Christianisierte Waimaha nahmen christlich-portugiesische Namen an, während die Anhänger des traditionellen Glaubens weiter die alten Namen führen. Sie bilden aber nur noch eine sehr kleine Minderheit und sind zumeist jene, die nur Waimaha sprechen. Christliche und Waimaha mit zunehmender Bildung sprechen meist mehrere Sprachen, wie zum Beispiel Tetum, Galoli und Portugiesisch. Auch Makasae, dass in der Stadt Baucau dominiert, wird immer häufiger auch in den traditionellen Waimaha-Gebieten gesprochen.

## Siehe auch

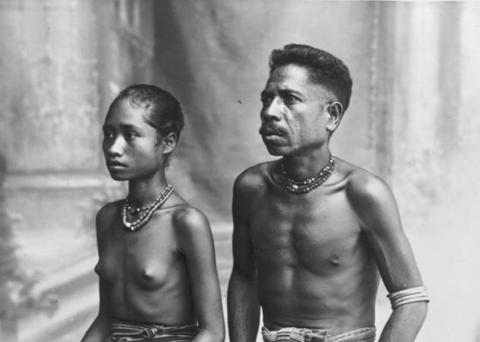
Waimaha aus Venilale (um 1940)